# کاخ حمزه سلطان
 عمارت حمزه سلطان انزانی در ناگورنو قره باغ
کاخ حمزه سلطان (ترکی آذربایجانی: Həmzə Sultan Sarayı) در روستای «هوسولو» استان کاشاتاق جمهوری آرتساخ قرار دارد. (  عمارت حمزه سلطان انزانی در ناگورنو قره باغ)

## درباره کاخ
در اسناد تاریخی آمده‌است که، کاخ در سال ۱۷۶۱ بنا شده‌است. با آنکه کاخ قبلاً شامل یک مجتمع بوده‌است، ولی یک دربار از آن به جای مانده‌است. این ساختمان از نظر معماری و مهندسی یکی از بناهای شگرف‌برانگیز دوران خود به حساب می‌آید. درها و پنجره‌های دربار از درخت گردو درست شده‌است. سنت‌های سبک و سیاق معماری شرقی زیاد در ساخت بنا مورد استفاده واقع شده‌است. ساختمان قصر با استفاده از سنگ‌های محلی و ترکیب گج و آهک ساخته شده‌است.
 عمارت حمزه سلطان انزانی در ناگورنو قره باغ
در پای رشته کوههای بلند لاچین ، قلعه ای بنام قلعه شاه   می باشد که در آن دو عمارت قدیمی و جدید وجود دارد .
عمارت قدیمی بنام سلطان عجد که تاریخ ساخت آن را بین  1700-1735ثبت نموده اند و عمارت جدید تر که معروف به  عمارت حمزه سلطان بوده و تاریخ نزدیک  1800  را قید کرده  اند 
این کاخ در زمان جنگ های ارمنستان و آذربایجان تخریب و  به سال2007  میلادی سپس توسط دولت ارمنستان باز سازی و  بعنوان منطقه ای توریستی مورد استفاده عموم قرار گرفته است.  
در این کاخ سنگ نوشته هایی موجود بوده که توسط متخصصین باستان شناسی ارمنی به شهر ایروان انتقال یافته است .در تپه های اطراف قلعه شاه آثاری از فرهنگ مناطق جنوبی ایران و علی الخصوص انزانی و بختیاری یافت شده است .
آثار شیرسنگی که معمولا بر سر قبور سربازان و قهرمانان و امیران مناطق بختیاری و انزانی بکار می رفته را بسیار در تپه های اطراف قلعه یافته اند . تاریخ احداث این کاخ مصادف بود با جنگ های ایران و روس و حمزه سلطان انزانی بعنوان یکی از فرماندهان بزرگ قشون ایران در این منطقه مستقر بودند . این عمارت در پای کوه های سر به فلک کشیده لاچین بنا شده و از ادوار قدیم به عنوان مرکز حکومت مناطق قفقاز کوهستانی تا سرحدات ایروان استفاده می شده است . منطقه قره باغ کوهستانی هیﭻ وقت به تصرف روسها در نیامد و بر مبنای عهدنامه  ترکمن چای از ایران جدا شد[4]
1. ↑  «Karabakh monuments». بایگانی‌شده از اصلی در ۵ ژوئیه ۲۰۱۷. دریافت‌شده در ۱۳ مارس ۲۰۱۸.
2. ↑  Dağlıq Qarabağ işğaldan əvvəl – FOTOREPORTAJ (III HİSSƏ)
3. ↑  اطلاعاتی در مورد شهرستان‌ها و آثار معماری قره‌باغ- پایگاه اطلاع‌رسانی سازمان دیاسپورای جمهوری آذربایجان/ به ترکی آذربایجانی

[4].طایفه انزانی  (ملاح) جلد دوم بلوک دوم انزان (حوزه استراباد) ، مقطع مشروطیت  اتفاقات و حوادث از   1267تا 1299 ، مولف: شهروز ملاح ، انتشارات کدیور